# Porcellio pusillus
Porcellio pusillus är en kräftdjursart som beskrevs av Arcangeli1936. Porcellio pusillus ingår i släktet Porcellio och familjen Porcellionidae. Inga underarter finns listade i Catalogue of Life.